# Freddie Waits

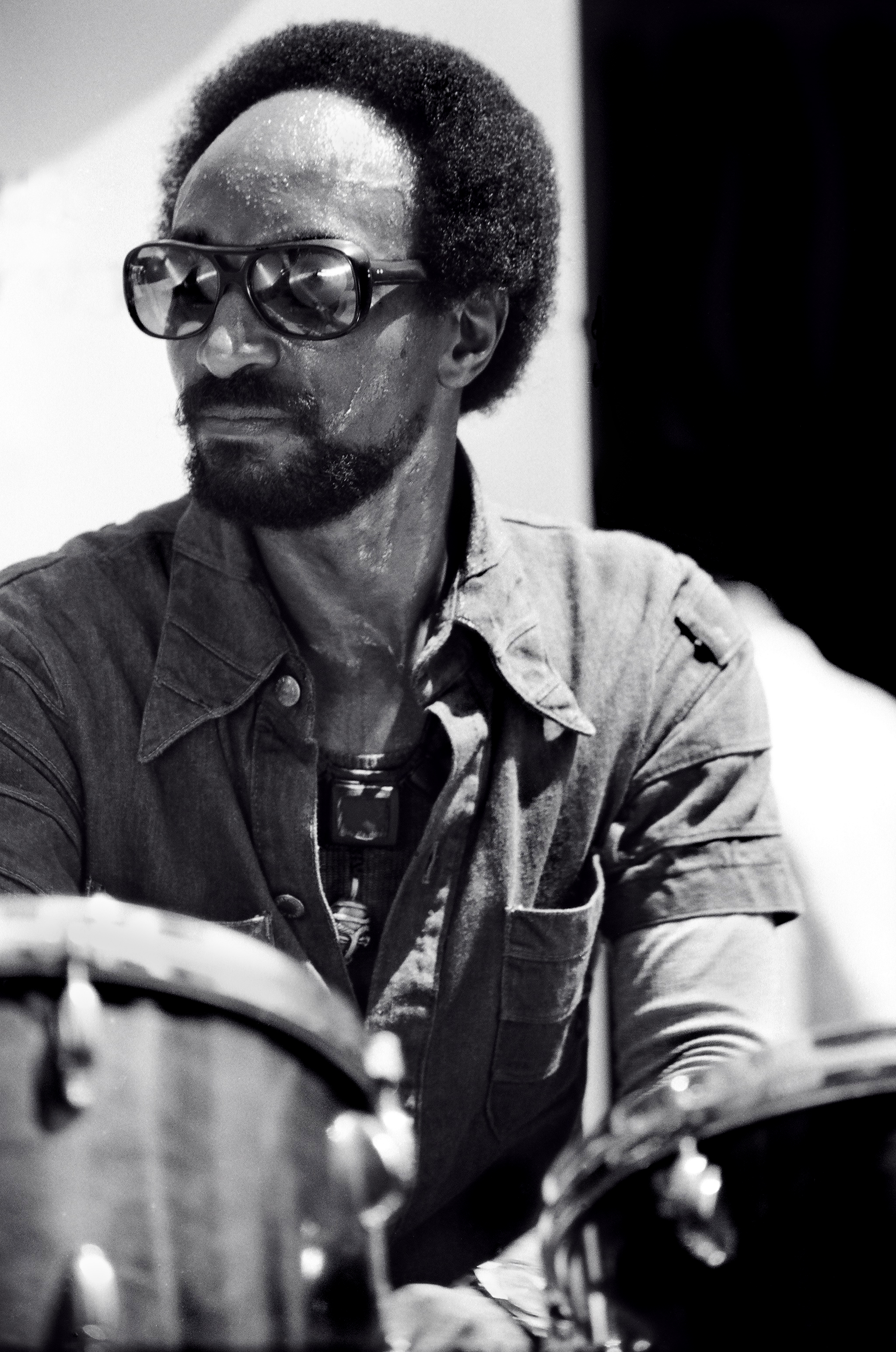
Freddie Waits

Freddie Waits (Frederick Douglas Waits; * 27. April 1943 in Jackson, Mississippi; † 18. November 1989 in New York City) war ein US-amerikanischer Jazz-Schlagzeuger.

## Leben und Wirken
Waits spielte als Kind zunächst Flöte, wechselte aber bald zum Schlagzeug. Er hatte bereits als Collegeschüler Gelegenheit, die Bluessänger Ivory Joe Hunter und Percy Mayfield zu begleiten und trat dann mit Blues-Musikern wie Memphis Slim und John Lee Hooker auf. 1962 arbeitete er mit Jimmy Wilkins’ Orchester in Detroit, wo er auch an Stevie Wonders Finger Tips mitwirkte, 1963 bis 1965 war er Mitglied in Paul Winters Band. Danach arbeitete er in Los Angeles mit Gerald Wilsons Band.
Mitte der 1960er Jahre kam er nach New York. Hier waren seine wichtigsten Partner Sonny Rollins (1966), Freddie Hubbard  (On Fire: Live from the Blue Morocco), Andrew Hill (Grass Roots 1968, Lift Every Voice 1969, Strange Serenade. 1980), McCoy Tyner (Time for Tyner, Expansions, Cosmos 1968–1970), Max Roach, mit dem er die Gruppe M'Boom gründete, Bill Dixon und zuletzt Cecil Taylor. Daneben begleitete er Ella Fitzgerald auf einer großen Europatournee. Waits unterrichtete auch an der Rutgers University. Außerdem war Waits in dieser Zeit auch an Aufnahmen von Donald Byrd (Mustang), Gene Harris, Pharoah Sanders (Karma), James Moody, Mercer Ellington, Bennie Maupin (The Jewel in the Lotus 1974) und den letzten Aufnahmesessions von Lee Morgan 1971/72 vor dessen Tod beteiligt. In den 1980er Jahren spielte er noch in der Band von Roland Hanna.
Auch sein Sohn Nasheet Waits ist als Jazz-Schlagzeuger aktiv.